# 그레고리 급수
해석학에서, 그레고리 급수(Gregory 級數, 영어: Gregory series)란 아크탄젠트의 매클로린 급수이며 전개식은 다음과 같다.  
{\displaystyle \arctan x=x-{\frac {x^{3}}{3}}+{\frac {x^{5}}{5}}-{\frac {x^{7}}{7}}+\cdots =\sum _{k=0}^{\infty }{\frac {(-1)^{k}x^{2k+1}}{2k+1}}} (단 {\displaystyle \left\vert x\right\vert \leq 1}일 때만 수렴)

## 증명
아크탄젠트의 정의에 의해 {\displaystyle \arctan x=\int _{0}^{x}{\frac {1}{1+t^{2}}}dt}이다.
{\displaystyle {\frac {1}{1+t^{2}}}={\frac {1}{1-(-t^{2})}}}이므로 기하급수에 의해 {\displaystyle {\frac {1}{1+t^{2}}}=\sum _{k=0}^{\infty }(-t^{2})^{k}}이다. 따라서,
{\displaystyle {\begin{aligned}\ \arctan x&=\int _{0}^{x}{\frac {1}{1+t^{2}}}dt\\[5mu]&=\int _{0}^{x}\sum _{k=0}^{\infty }(-t^{2})^{k}dt\\[5mu]&=\int _{0}^{x}\left(1-t^{2}+t^{4}-t^{6}+\cdots \right)dt\\[5mu]&=x-{\frac {1}{3}}x^{3}+{\frac {1}{5}}x^{5}-{\frac {1}{7}}x^{7}+\cdots \\[5mu]&=\sum _{k=0}^{\infty }{\frac {(-1)^{k}x^{2k+1}}{2k+1}}\end{aligned}}}
이다.

## 역사
그레고리 급수가 문헌상 기인할 수 있는 최초의 주요한 사람 중 한 명은 인도의 수학자인 산가마그라마 마다바(Sangamagrama Madhava c. 1340 – c. 1425)이며 그의 원래의 참고 문헌은 직접적인 산가마그라마 마다바의 많은 작업과 마찬가지로 손실되었지만 이러한 그의 작업은 케랄라 천문학 및 수학 학교(Kerala school of astronomy and mathematics)에서 그의 후계자 몇 명에 의해 기술된 저서에서 발견돼 알려졌다. 이러한 아크탄젠트 급수에 대한 구체적인 인용에는 닐라칸타 소마야지의 탄트라삼그라하(Tantrasamgraha,c.1500),  제하데바(Jyeṣṭhadeva)의 유키브하(Yuktibhāṣā, c. 1530), 및 샨카라 바리야르의 유키디피카(Yukti-dipika) 주석이 포함된다.

## 원주율
제임스 그레고리(James Gregory)는 1668년에 '기기학의 보편적인 부분'(Geometriae pars universalis ,(영)The Universal Part of Geometry), '기하학적 운동'(Exercitationes geometrica ,(영)Geometrical Exercises)이라는 두 출판물에서 이 아크탄젠트 급수를 인용했다고 알려져 있다. 이러한 저술에서 고트프리트 빌헬름 라이프니츠(Gottfried Leibniz)가 원주율 π를 재발견하고 이에 대한 라이프니츠 공식을 얻는 것과 관련이 있다고 알려져 있다.

## 같이 보기
- 역삼각함수